# Jimmy Makulis
Jimmy Makulis (grec moderne : Τζίμης Μακούλης), de son vrai nom Dimítrios « Dimítris » Makoúlis (Δημήτριος «Δημήτρης» Μακούλης ; né le 12 avril 1935 à Athènes, mort le 28 octobre 2007 dans la même ville) est un chanteur grec ayant fait carrière dans les pays germanophones.

## Biographie
Makulis grandit en Afrique du Sud, à Johannesburg et au Cap. Son père et son grand-père sont diplomates, il devient secrétaire à l'ambassade britannique à Athènes. Le soir, il chante dans les bars et boîtes de nuit et remporte en 1949 un concours qui le fait connaître dans son pays natal. Il obtient un contrat avec Philips.
En 1955, Jimmy Makulis vient en Allemagne où il sort deux singles pour Polydor. Son premier grand succès dans ce pays est Auf Cuba sind die Mädchen braun, sorti en 1956 par Heliodor. Son plus grand succès est en 1959 Gitarren klingen leise durch die Nacht, une reprise du chanteur est-allemand Günter Geißler, son premier disque pour Ariola. Il est surnommé le "Sinatra de l'Orient". Il vit alors à Munich. Il fait des duos avec Ditta Zusa et Nina Zacha.
En 1961, il joue dans Autofahrer unterwegs d'Otto Ambros. La même année, il représente l'Autriche au Concours Eurovision de la chanson. La chanson Sehnsucht finit à la 15e place, la dernière, avec un seul point du Royaume-Uni. L'année suivante, il participe au Deutsche Schlager-Festspiele. La chanson Ich habe im Leben nur dich finit dernière, pourtant elle est douze semaines dans les meilleures ventes.
En 1966, Makulis part aux États-Unis, où il fait un spectacle à Las Vegas en une dizaine de langues. En 1985, il revient vivre en Grèce. Au début des années 1990, il refait quelques disques en Allemagne. En 2005, il signe avec un label allemand et travaille avec le producteur Horst Lemke.
Le 28 octobre 2007, Makulis, qui était marié à Monika, une Berlinoise, décède à l'âge de 72 ans dans un hôpital d'Athènes après avoir subi une opération de chirurgie cardiaque.

## Source de la traduction
- (de) Cet article est partiellement ou en totalité issu de l’article de Wikipédia en allemand intitulé « Jimmy Makulis » (voir la liste des auteurs).